# 造血与淋巴细胞肿瘤
造血与淋巴细胞肿瘤是指影响血液、骨髓、淋巴和淋巴系统的肿瘤。由于这些组织都通过循环系统和免疫系统紧密相连，影响一种组织的疾病通常也会影响其他组织，使得再生障碍性贫血、骨髓增生和淋巴细胞增生（以及白血病和淋巴瘤）密切相关且常同时发生。
造血系统恶性肿瘤可起源于两大主要血细胞谱系：髓系细胞系和淋巴系细胞系。髓系细胞系通常产生粒细胞、红细胞、血小板、巨噬细胞和肥大细胞；淋巴系细胞系则生成B细胞、T细胞、NK细胞及浆细胞。淋巴瘤、淋巴细胞白血病和骨髓瘤属于淋巴系来源疾病，而急慢性髓系白血病、骨髓增生异常综合征和骨髓增殖性疾病则源自髓系细胞。

## 分类
造血与淋巴细胞肿瘤最常见的划分方式是依据肿瘤所处位置，位于血液中则是白血病，位于淋巴结中则是淋巴瘤。
美国血液系统恶性肿瘤的相对比例
| 血液系统恶性肿瘤的类型                                                                                    | 百分比 | 全部占比 |
| 白血病 | —      | 30.4％   |
| --- | ------ | -------- |
| 急性淋巴细胞白血病(ALL)                                                                                   | 4.0％  |          |
| 急性髓细胞白血病(AML)                                                                                     | 8.7％  |          |
| 慢性淋巴细胞白血病(CLL) 注：根据当前WHO分类，属于淋巴瘤；当不存在白血病细胞时称为小淋巴细胞淋巴瘤 (SLL)。 | 10.2％ |          |
| 慢性粒细胞白血病(CML)                                                                                     | 3.7％  |          |
| 急性单核细胞白血病（AMoL）                                                                                | 0.7％  |          |
| 其他白血病                                                                                                | 3.1％  |          |
| 淋巴瘤 | —      | 55.6％   |
| 霍奇金淋巴瘤（所有四种亚型）                                                                              | 7.0％  |          |
| 非霍奇金淋巴瘤（所有亚型）                                                                                | 48.6％ |          |
| 骨髓瘤 |        | 14.0％   |
| 全部 |        | 100％    |

## 治疗
肿瘤不同，治疗方式也各有差异，例如在慢性淋巴细胞白血病治疗中有时可能采取觀察性等待的策略；而在骨髓增生异常综合征的治疗中采取输血这类对症治疗的策略。更具侵袭性的肿瘤需要化疗、放疗、免疫疗法等治疗手段，在某些情况下还需要进行骨髓移植。利妥昔单抗已被证实可用于治疗B细胞衍生的血液系统恶性肿瘤，包括滤泡性淋巴瘤 (FL) 和弥漫性大 B 细胞淋巴瘤 (DLBCL)。 
除了针对性的治疗外，人们还可以通过自我护理来控制症状。例如，散步等有氧运动可以减轻血液系统恶性肿瘤患者的疲劳和抑郁感。 

### 后续诊疗
如果治疗成功，通常会定期对患者进行随访，以检测复发并监测继发性恶性肿瘤（某些化疗和放疗方案导致的不常见副作用：另一种形式的癌症）。在应按照预定的定期间隔进行的随访中，应结合一般病史、全血细胞计数和血清中乳酸脱氢酶或胸苷激酶的测定。血液系统恶性肿瘤及其治疗会引起影响许多器官的并发症，其中肺部最容易受到影响。

## 病因
染色体易位是血液系统恶性肿瘤的主要病因。此类易位通常由于细胞中不精确的过程（例如非同源末端连接）导致异常的DNA 双链断裂修复而发生。慢性粒细胞白血病中的染色体不稳定性可能是由于DNA 氧化损伤以及基因遗传监视功能受损导致的不精确且易出错的DNA修复所致。

## 流行病学
血液系统恶性肿瘤占美国新诊断癌症病例的9.5%  ，英国每年有30,000名患者被诊断出患有血液系统恶性肿瘤。